# Duyure
Duyure è un comune dell'Honduras facente parte del dipartimento di Choluteca.
L'abitato nacque tra il 1821 ed il 1822, come testimoniato da un'iscrizione sul fonte battesimale della chiesa che ne indica la costruzione appunto nel 1822, rimase per diverso tempo parte del comune di San Marcos de Colón. Trasformato una prima volta in comune autonomo nel 1884, perse l'autonomia nel 1889, per acquisirla infine in maniera definitiva nel 1895.